# Rathnayake Nawarathna Warakagoda
Rathnayake Nawarathna Athapaththu Mudiyanselage Anurudda Bandara Warakagoda (* 13. Oktober 1986) ist ein sri-lankischer Fußballspieler.

## Verein
Er spielt im Verein bei Army SC Colombo. 

## Nationalmannschaft
Der Abwehrspieler ist Mitglied der sri-lankischen Fußballnationalmannschaft und nahm mit dieser am AFC Challenge Cup 2010 teil. Bei diesem Turnier trug er die Rückennummer 2. Bislang absolvierte er in den Jahren 2009 bis 2011 16 Länderspiele. Ein Tor erzielte er dabei nicht.